# Emy von Stetten

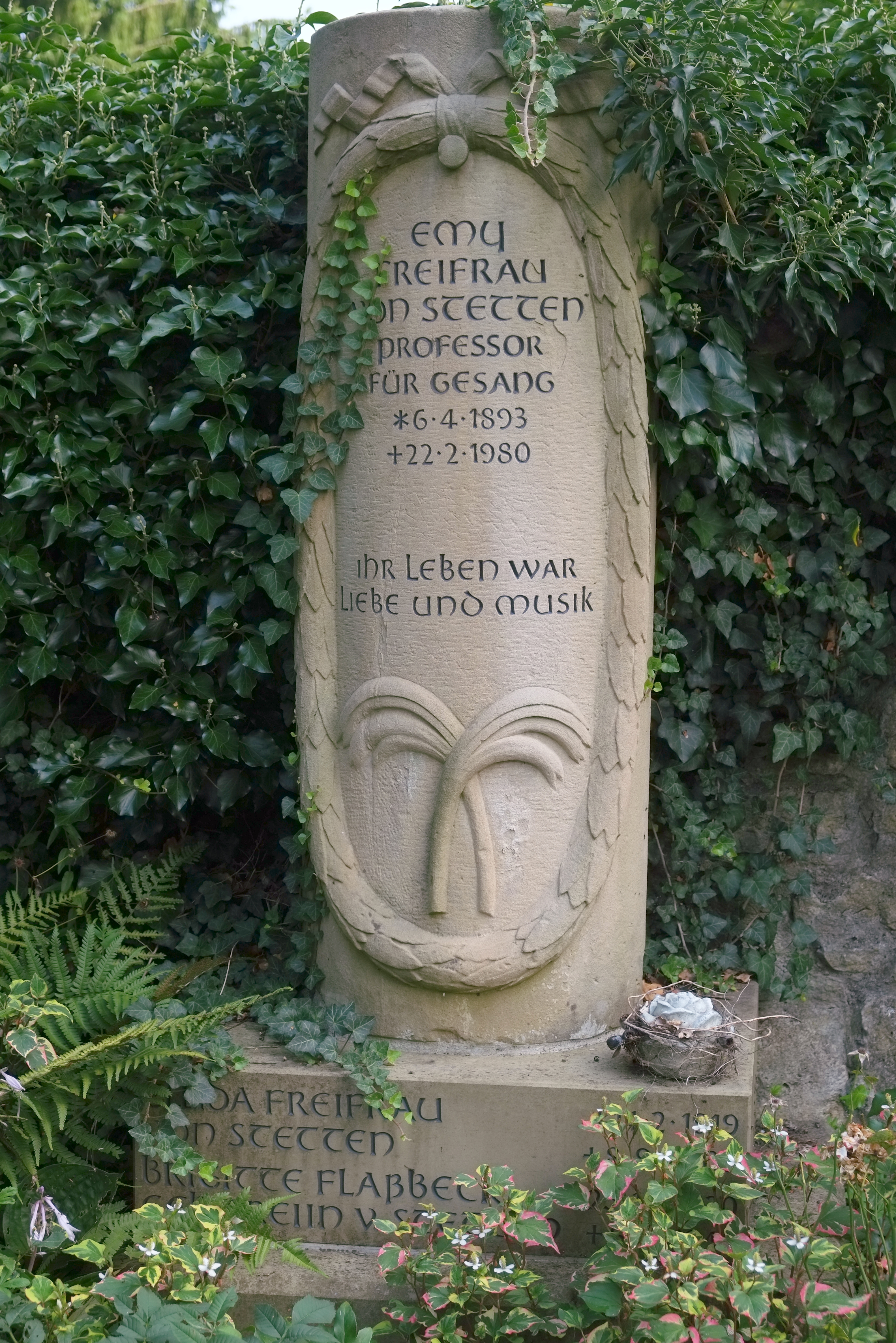
Grab für Emy von Stetten auf dem Friedhof in Kocherstetten

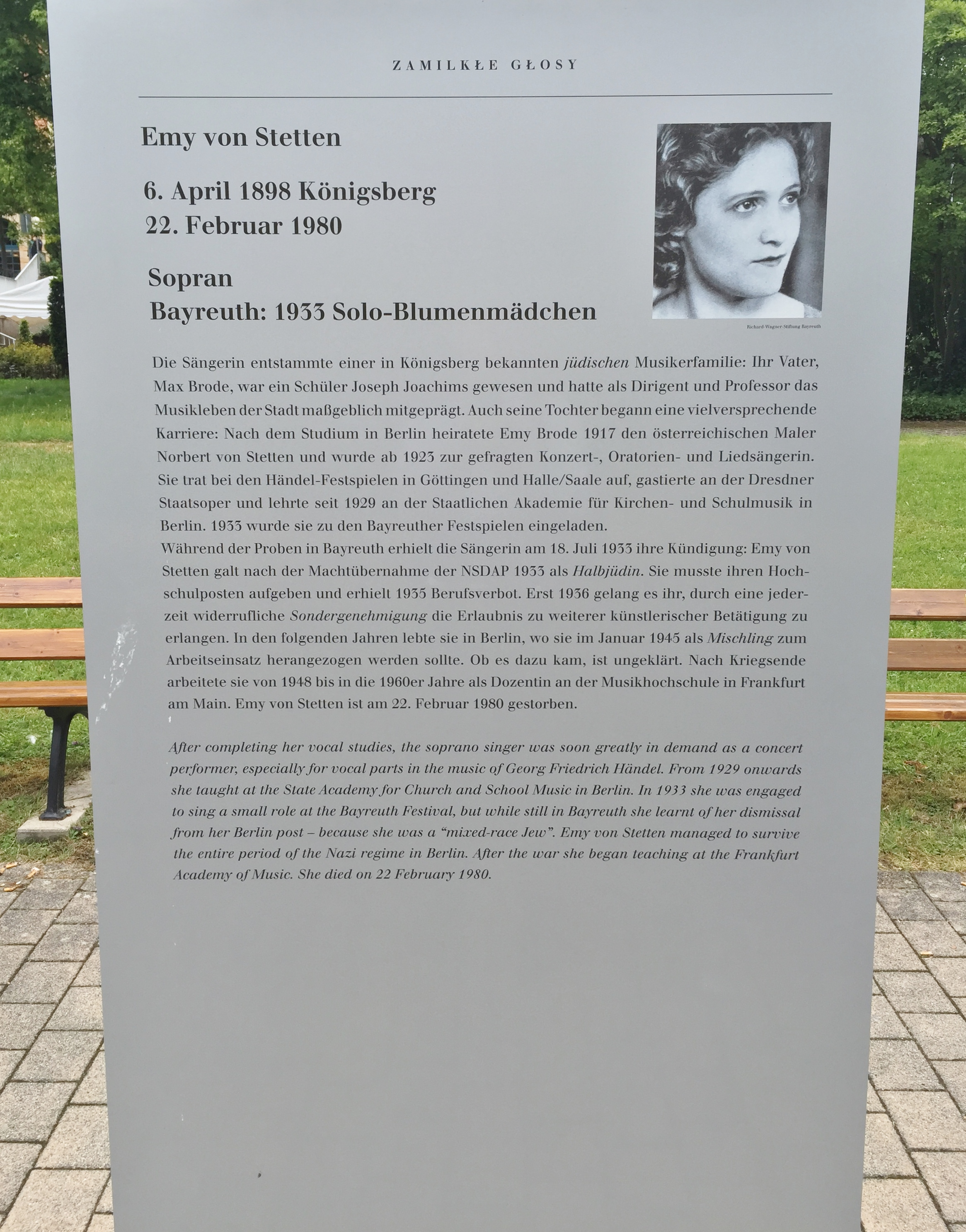
Gedenktafel für Emy von Stetten in Bayreuth

Emy Freifrau von Stetten (* 6. April 1898 in Königsberg; † 22. Februar 1980) war eine deutsche Oratorien-, Opern- und Liedersängerin (Sopran) und Professorin für Musik an der Musikhochschule Frankfurt/Main.

## Leben
Emilie Brode war eine Tochter von Ellida Wittich und Max Brode, dem Gründer und Dirigenten des Königsberger Symphonieorchesters. Verheiratet war sie bis zur Scheidung 1948 mit dem österreichischen Maler Norbert von Stetten. Aus der Ehe gingen zwei Töchter, Ellida (1919–2008) und Brigitte (* 1920), hervor.
In der Zeit des Nationalsozialismus hatte sie als „Halbjüdin“  Auftrittsverbot, obschon sie ihre eigene nationalsozialistische Gesinnung betonte und die Parteimitgliedschaft ihres Mannes, und erhielt nur Sondergenehmigungen zur Arbeit als Musiklehrerin. In Herbert Gerigks und Theophil Stengels Lexikon der Juden in der Musik erschien ihr Name bereits in der ersten Auflage 1940.